# Sorde-l'Abbaye
Sorde-l'Abbaye est une commune française située dans le département des Landes en région Nouvelle-Aquitaine.
Rattachée au canton de Peyrehorade, la commune de Sorde est limitrophe du département des Pyrénées-Atlantiques.
Le gentilé est Sordais.

## Géographie

### Localisation
La commune est limitrophe du département des Pyrénées-Atlantiques.

### Communes limitrophes
Les communes limitrophes sont  Came, Carresse-Cassaber, Cauneille, Labatut, Lahontan, Léren, Oeyregave, Saint-Cricq-du-Gave et Saint-Pé-de-Léren.
|                             | Cauneille                    | Labatut                                                                |
| Oeyregave                   | Sorde-l'Abbaye               | Saint-Cricq-du-Gave                                                    |
| Came (Pyrénées-Atlantiques) | Léren (Pyrénées-Atlantiques) | Lahontan (P.-A.), Carresse-Cassaber (P.-A.), Saint-Pé-de-Léren (P.-A.) |

### Hydrographie

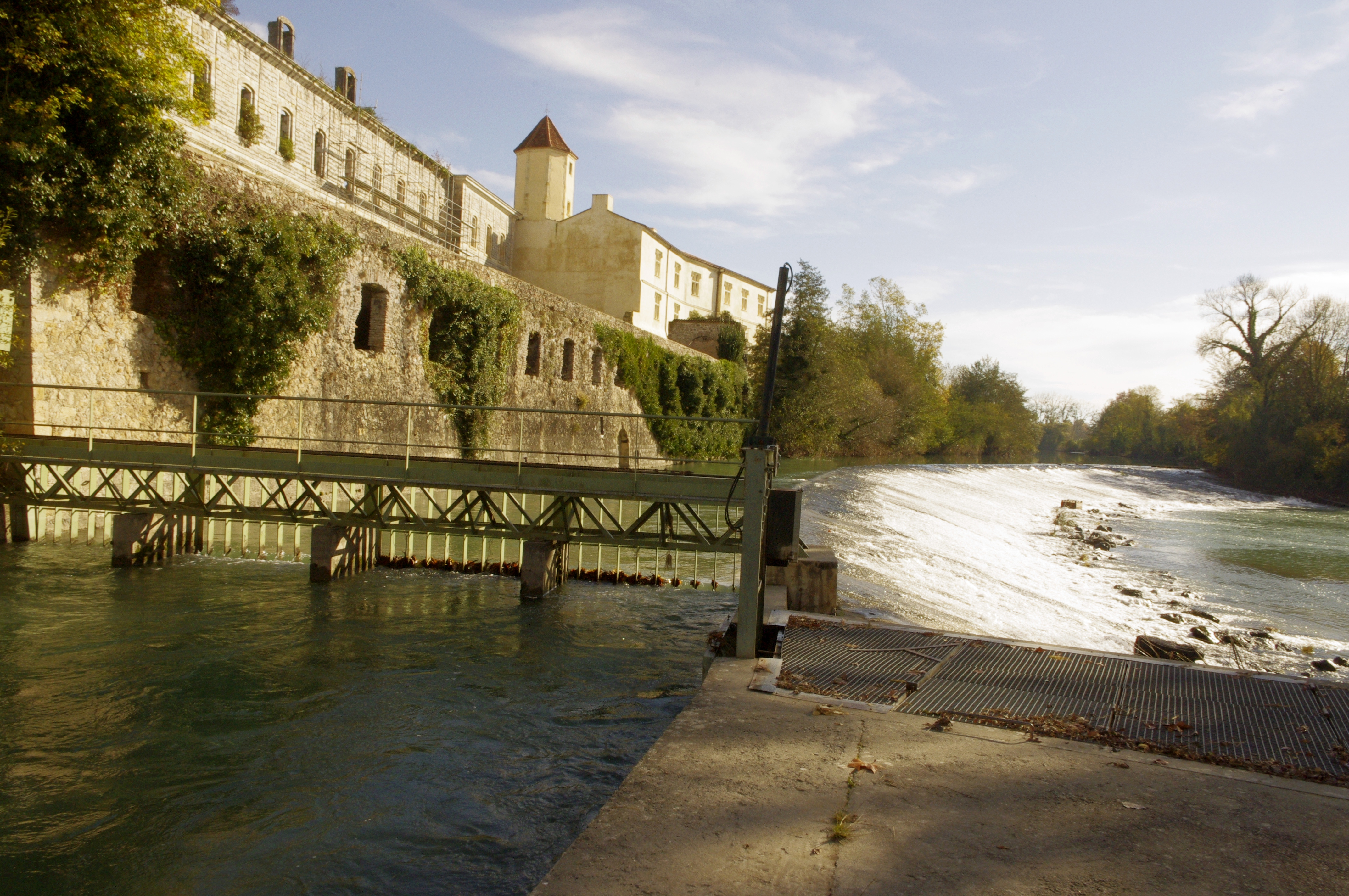
Le gave d'Oloron depuis la centrale hydroélectrique.

Commune située aux portes du Pays d'Orthe, ses terres sont arrosées par le gave d'Oloron, affluent du gave de Pau. Sur le Gave se trouve depuis 1920 une centrale hydroélectrique. Auparavant, il y avait le moulin de l'abbaye au même endroit.

### Climat
Pour des articles plus généraux, voir Climat de la Nouvelle-Aquitaine et Climat des Landes.
Historiquement, la commune est exposée à un micro climat océanique basque.  
En 2020, Météo-France publie une typologie des climats de la France métropolitaine dans laquelle la commune est dans une zone de transition entre le climat océanique et le climat de montagne et est dans la région climatique  Pyrénées atlantiques, caractérisée par une pluviométrie élevée (>1 200 mm/an) en toutes saisons, des hiver très doux (7,5 °C en plaine) et des vents faibles.
Pour la période 1971-2000, la température annuelle moyenne est de 13,7 °C, avec une amplitude thermique annuelle de 13,7 °C. Le cumul annuel moyen de précipitations est de 1 287 mm, avec 12,8 jours de précipitations en janvier et 8 jours en juillet. Pour la période 1991-2020, la température moyenne annuelle observée sur la station météorologique la plus proche, située sur la commune de Bidache à 9 km à vol d'oiseau, est de 14,5 °C et le cumul annuel moyen de précipitations est de 1 455,6 mm,. Pour l'avenir, les paramètres climatiques de la commune estimés pour 2050 selon différents scénarios d’émission de gaz à effet de serre sont consultables sur un site dédié publié par Météo-France en novembre 2022.

## Urbanisme

### Typologie
Au 1er janvier 2024, Sorde-l'Abbaye est catégorisée commune rurale à habitat dispersé, selon la nouvelle grille communale de densité à sept niveaux définie par l'Insee en 2022.
Elle est située hors unité urbaine et hors attraction des villes,.

### Occupation des sols

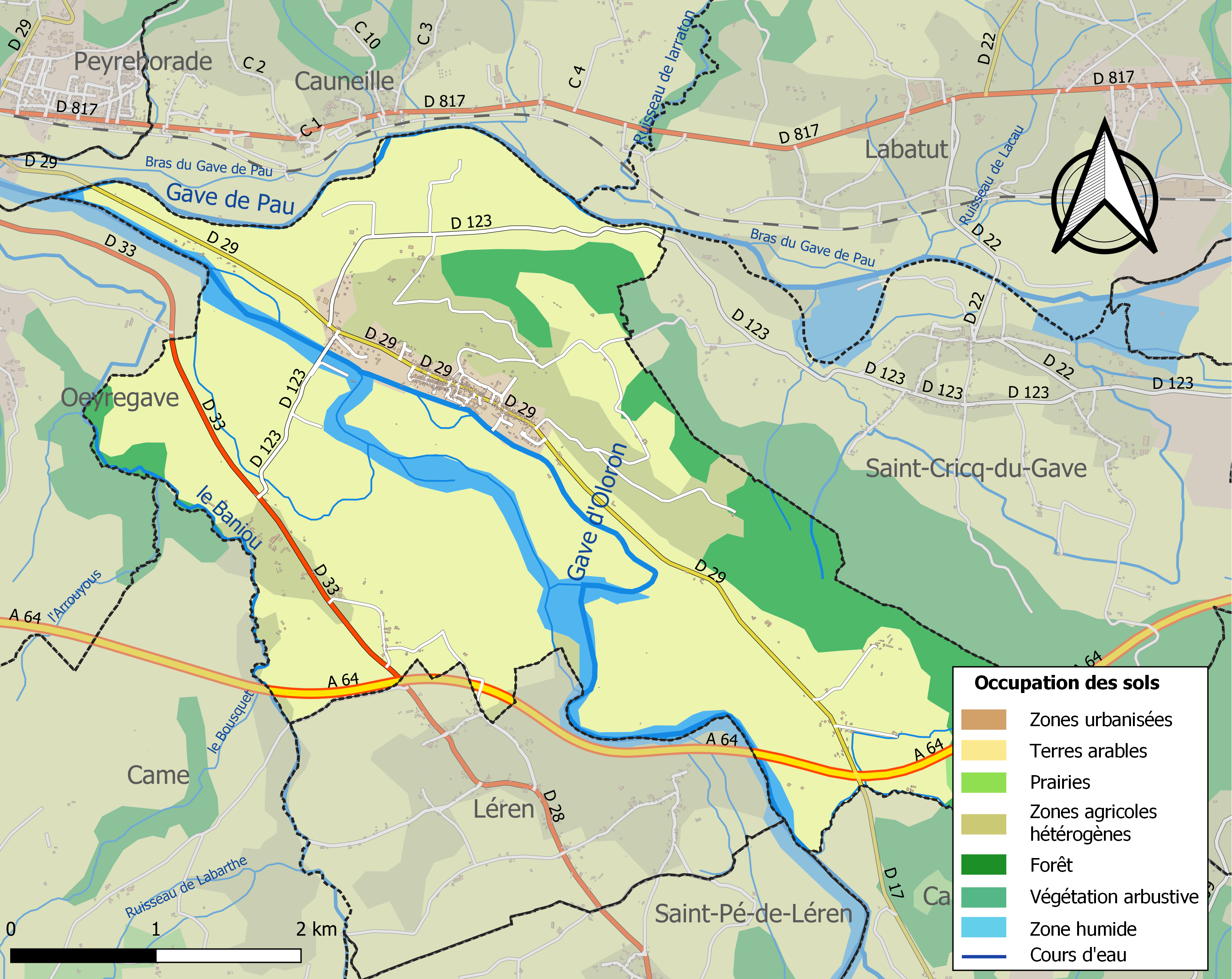
Carte des infrastructures et de l'occupation des sols de la commune en 2018 (CLC).

L'occupation des sols de la commune, telle qu'elle ressort de la base de données européenne d’occupation biophysique des sols Corine Land Cover (CLC), est marquée par l'importance des territoires agricoles (75,6 % en 2018), une proportion sensiblement équivalente à celle de 1990 (75,4 %). La répartition détaillée en 2018 est la suivante : 
terres arables (51 %), forêts (15,4 %), cultures permanentes (11,2 %), zones agricoles hétérogènes (10,8 %), eaux continentales (5,7 %), zones urbanisées (3,4 %), prairies (2,6 %). L'évolution de l’occupation des sols de la commune et de ses infrastructures peut être observée sur les différentes représentations cartographiques du territoire : la carte de Cassini (XVIIIe siècle), la carte d'état-major (1820-1866) et les cartes ou photos aériennes de l'IGN pour la période actuelle (1950 à aujourd'hui).

### Risques majeurs
Le territoire de la commune de Sorde-l'Abbaye est vulnérable à différents aléas naturels : météorologiques (tempête, orage, neige, grand froid, canicule ou sécheresse), inondations, mouvements de terrains et séisme (sismicité modérée). Il est également exposé à un risque technologique,  le transport de matières dangereuses. Un site publié par le BRGM permet d'évaluer simplement et rapidement les risques d'un bien localisé soit par son adresse soit par le numéro de sa parcelle.

#### Risques naturels
Certaines parties du territoire communal sont susceptibles d’être affectées par le risque d’inondation par débordement de cours d'eau, notamment le Gave de Pau, le Gave d'Oloron et le Baniou. La commune a été reconnue en état de catastrophe naturelle au titre des dommages causés par les inondations et coulées de boue survenues en 1983, 1999, 2009, 2013, 2014, 2018, 2019 et 2021,.
Les mouvements de terrains susceptibles de se produire sur la commune sont des affaissements et effondrements liés aux cavités souterraines (hors mines) et des tassements différentiels. Par ailleurs, afin de mieux appréhender le risque d’affaissement de terrain, un inventaire national permet de localiser les éventuelles cavités souterraines sur la commune.

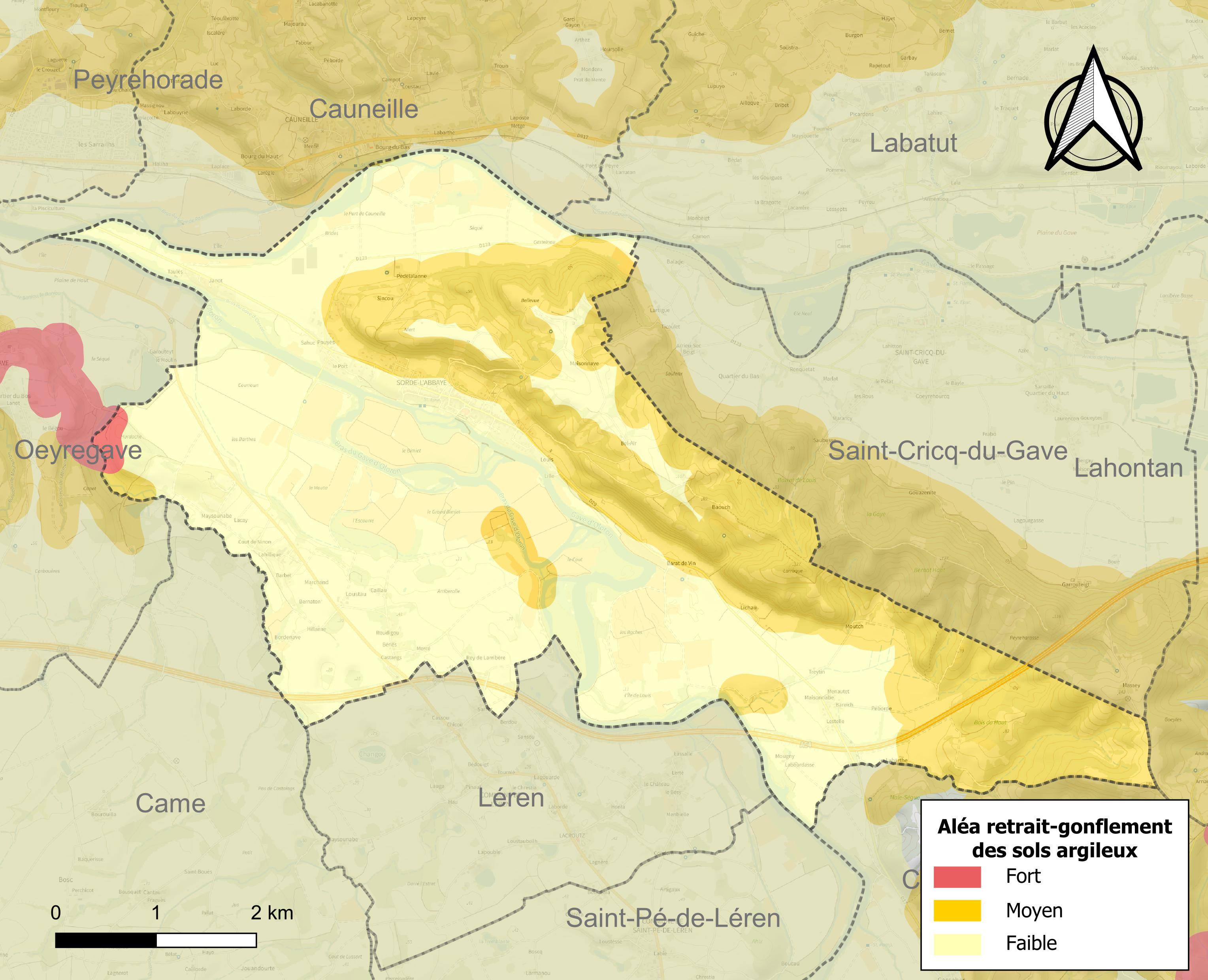
Carte des zones d'aléa retrait-gonflement des sols argileux de Sorde-l'Abbaye.

Le retrait-gonflement des sols argileux est susceptible d'engendrer des dommages importants aux bâtiments en cas d’alternance de périodes de sécheresse et de pluie. 35,2 % de la superficie communale est en aléa moyen ou fort (19,2 % au niveau départemental et 48,5 % au niveau national). Sur les 314 bâtiments dénombrés sur la commune en 2019,  69 sont en aléa moyen ou fort, soit 22 %, à comparer aux 17 % au niveau départemental et 54 % au niveau national. Une cartographie de l'exposition du territoire national au retrait gonflement des sols argileux est disponible sur le site du BRGM,.
Concernant les mouvements de terrains, la commune a été reconnue en état de catastrophe naturelle au titre des dommages causés par des mouvements de terrain en 1983 et 1999.

#### Risques technologiques
Le risque de transport de matières dangereuses sur la commune est lié à sa traversée par une ou des infrastructures routières ou ferroviaires importantes ou la présence d'une canalisation de transport d'hydrocarbures. Un accident se produisant sur de telles infrastructures est susceptible d’avoir des effets graves sur les biens, les personnes ou l'environnement, selon la nature du matériau transporté. Des dispositions d’urbanisme peuvent être préconisées en conséquence.

## Toponymie
Son nom occitan gascon est Sòrda l'Abadia.

## Histoire

### Préhistoire
Sur une route de transit entre Landes et Pyrénées, Sorde est parcourue dès le Paléolithique supérieur.
Quatre sites utilisés principalement au Magdalénien et à l'Azilien (Paléolithique supérieur) se trouvent à la base de la falaise du Pastou, en rive droite (côté nord) du Gave d'Oloron, à environ 2,5 km en amont de Sorde-l'Abbaye près de Lichau. Ce sont l'abri Dufaure, 
le Grand Pastou,, 
le Petit Pastou et surtout 
la grotte Duruthy (abri sous roche),, 
site majeur de la Préhistoire des Pyrénées. 
Cet ensemble de sites a fourni des pièces magdaléniennes remarquables.

Falaise du Pastou, vue panoramique annotée
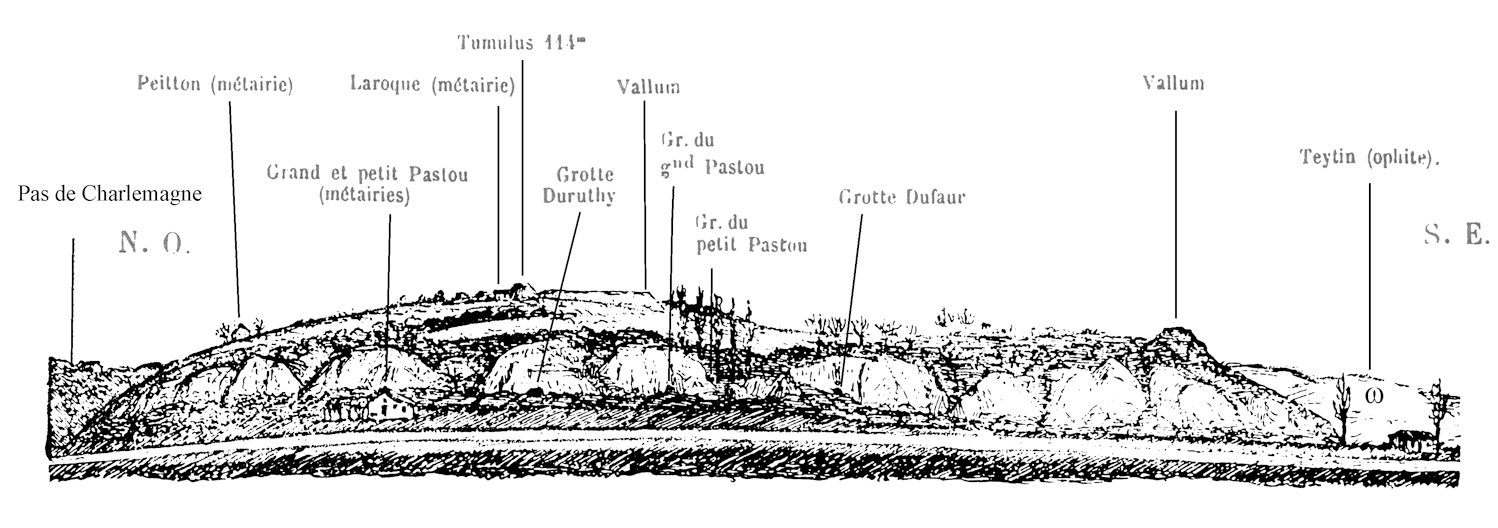
Dessin par L. Lartet (1874)[Note 3]

La grotte Duruthy est classée monument historique le 13 avril 1962.

Grotte Duruthy, matériel lithique du Paléolithique supérieur. Collections du muséum de Toulouse
Nucléus.
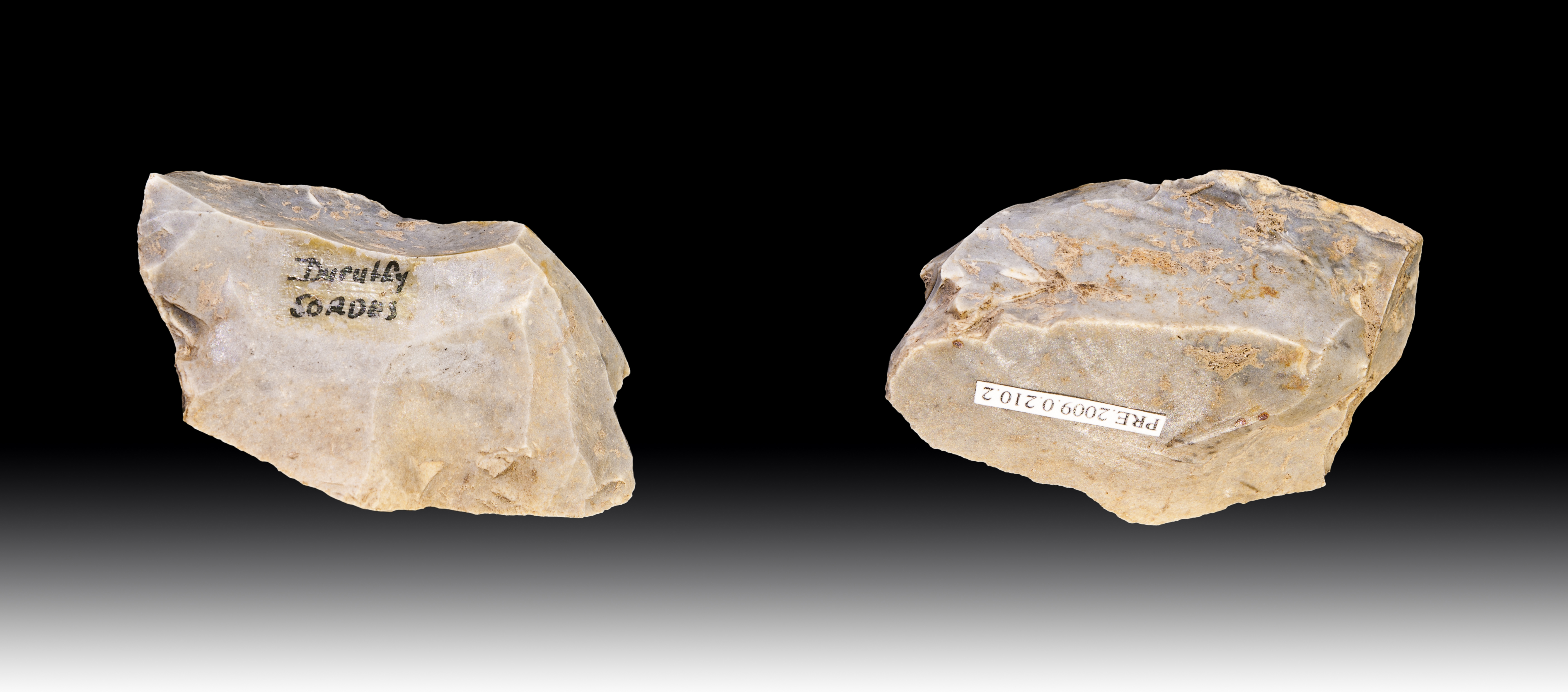
Nucléus.
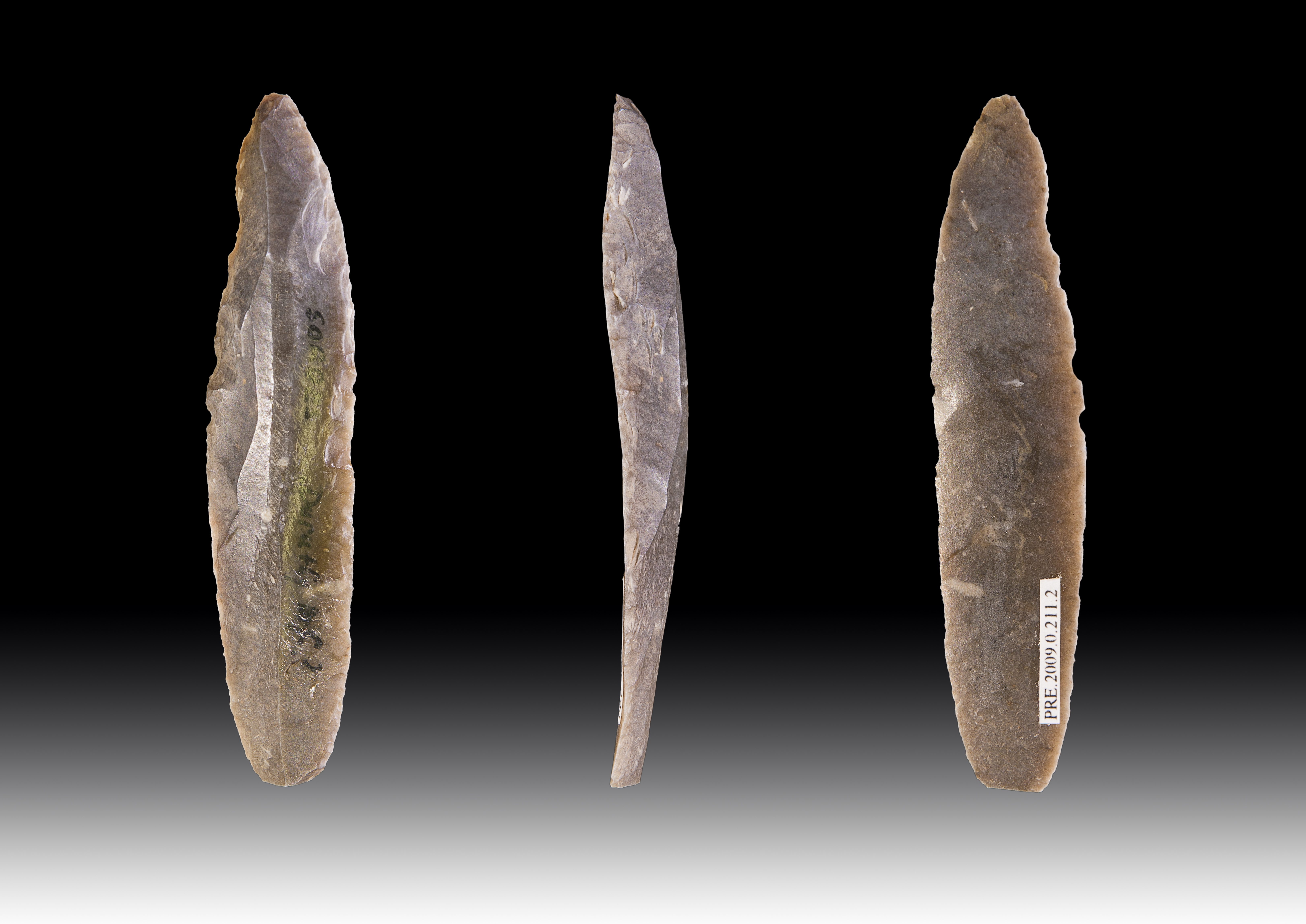
Lame retouchée.

### Proto-histoire
Au-dessus de la grotte Duruthy se trouve un « oppidum » ou enceinte protohistorique dit de Larroque.
Non loin du village, le site de Barat-de-Vin (du gascon barat de via, qui signifie « fossé de la voie »), est un lieu de passage millénaire, attestant de la très ancienne présence de l’homme, attiré par la fertilité des vallées de l’Adour.

### Époque gallo-romaine
Les fouilles le long de la voie romaine reliant l'Espagne par le col de Cize ont mis au jour une villa gallo-romaine ornée de mosaïques, la villa gallo-romaine de Barat-de-Vin.
Une seconde villa se situe dans le bourg de Sorde-l'Abbaye, la villa dite des Abbés.

### Moyen Âge
La route de transit est ranimée au Moyen Âge par les pèlerins de Saint-Jacques-de-Compostelle. Sorde est en effet une ancienne halte sur la voie de Tours des chemins de Saint-Jacques-de-Compostelle.
Sorde [Sorden] dépendait des vicomtes de Comborn. Archambaud V de Comborn, vicomte, a donné à l'abbé de Sorden et l'Ordre cistercien une partie du bois de Sorden en 1150.
En Béarn et en Bigorre, les gaves sont de petits torrents qui descendent des Pyrénées. Dans l’Antiquité, l’eau alimente les thermes puis, au Moyen Âge, on utilise sa force motrice pour les moulins et les pièges à saumons.
Il existe, autour de Sorde, plusieurs lieux de passage pour traverser les deux gaves. La toponymie de certaines maisons, appelées encore aujourd’hui « Passager » ou « Passage », permet de reconnaître ces endroits, tout comme les lieudits « l’Hôpital » ou « l’Espitau », rappellent les hébergements des pèlerins. Mais les bateaux ne sont pas tout le temps nécessaires. En effet, il existe des gués faciles à traverser sauf lors de la fonte des neiges au printemps. C’est, semble-t-il, Richard Cœur de Lion qui, à la fin du XIIe siècle, met un terme aux mauvaises habitudes des passeurs de Sorde qui dépouillent les pèlerins.
Mais, si l’eau est un problème pour les jacquets, elle est un atout économique pour ceux qui vivent aux alentours. Sa force motrice, exploitée par les moulins, sert jusqu'en 1926 à faire fonctionner les barraus, pièges à saumons inventés par Louis Casaumajour (1747-1808) de Cauneille. Ce piège mû par le courant ramasse le poisson en tournant. De tout temps le saumon, remontant les gaves pour aller frayer en amont, a constitué une véritable richesse pour l’abbaye, qui pouvait en capturer à la nasse jusqu’à cent quintaux par an.

## Héraldique
| Blason | Blasonnement : Écartelé : au premier de gueules à l'épi feuillé de maïs d'or, au second d'azur à l'abbaye du lieu d'or, couverte, ouverte et ajourée au naturel, au troisième d'azur au saumon sautant d'argent soutenu de trois ondes alésées du même, au quatrième de gueules à la grappe de raisin pamprée d'or ; sur le tout, à l'écusson en amande de pourpre chargé d'un abbé tenant de sa dextre une crosse contournée et de sa senestre un livre, le tout d'or, ledit écusson bordé du même et chargé de l'inscription en lettres capitales aussi de pourpre S.A.R DEI GRACIA ABBATIS SORDUE |

## Politique et administration

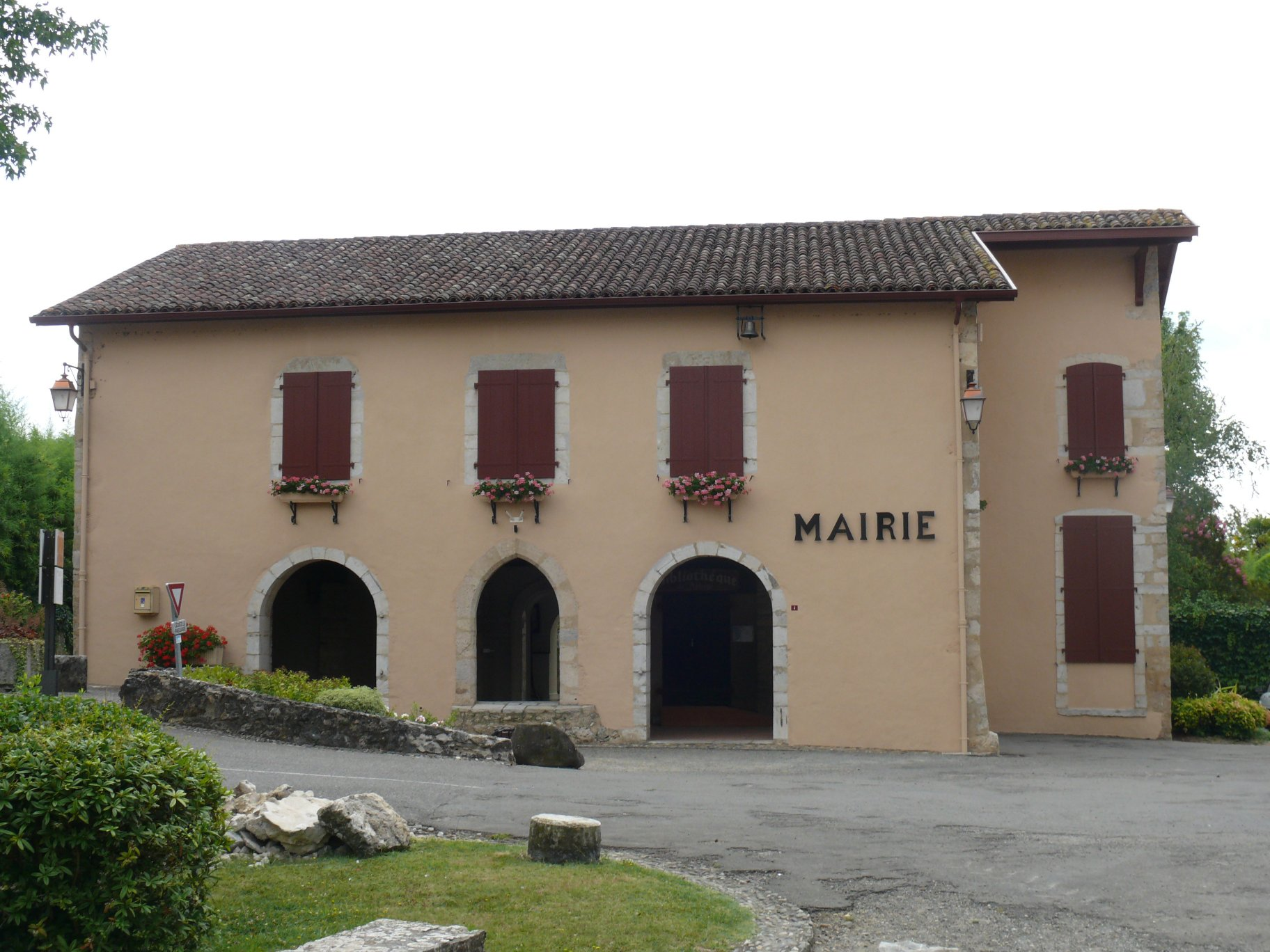
La mairie.

| Période                                  | Période  | Identité                      | Étiquette | Qualité              |
| ---------------------------------------- | -------- | ----------------------------- | --------- | -------------------- |
| mars 2001                                | 2014     | Jean-Louis Lespiau            | PS        | Retraité             |
| mars 2014                                | 2020     | Marie-Madeleine Lescastreyres | DVG       | Secrétaire retraitée |
| 2020                                     | En cours | Marie-Françoise Laborde       |           |                      |
| Les données manquantes sont à compléter. |          |                               |           |                      |

## Démographie
| 1793  | 1800  | 1806  | 1821  | 1831  | 1836  | 1841  | 1846  | 1851  |
| ----- | ----- | ----- | ----- | ----- | ----- | ----- | ----- | ----- |
| 1 216 | 1 197 | 1 285 | 1 358 | 1 362 | 1 437 | 1 386 | 1 417 | 1 314 |

| 1856  | 1861  | 1866  | 1872  | 1876  | 1881  | 1886  | 1891  | 1896  |
| ----- | ----- | ----- | ----- | ----- | ----- | ----- | ----- | ----- |
| 1 165 | 1 180 | 1 196 | 1 107 | 1 148 | 1 138 | 1 106 | 1 126 | 1 029 |

| 1901  | 1906  | 1911 | 1921 | 1926 | 1931 | 1936 | 1946 | 1954 |
| ----- | ----- | ---- | ---- | ---- | ---- | ---- | ---- | ---- |
| 1 031 | 1 043 | 961  | 834  | 776  | 729  | 721  | 657  | 650  |

| 1962 | 1968 | 1975 | 1982 | 1990 | 1999 | 2006 | 2007 | 2012 |
| ---- | ---- | ---- | ---- | ---- | ---- | ---- | ---- | ---- |
| 646  | 637  | 616  | 572  | 569  | 535  | 628  | 641  | 658  |

| 2017 | 2022 | - | - | - | - | - | - | - |
| ---- | ---- | - | - | - | - | - | - | - |
| 631  | 636  | - | - | - | - | - | - | - |

## Lieux et monuments

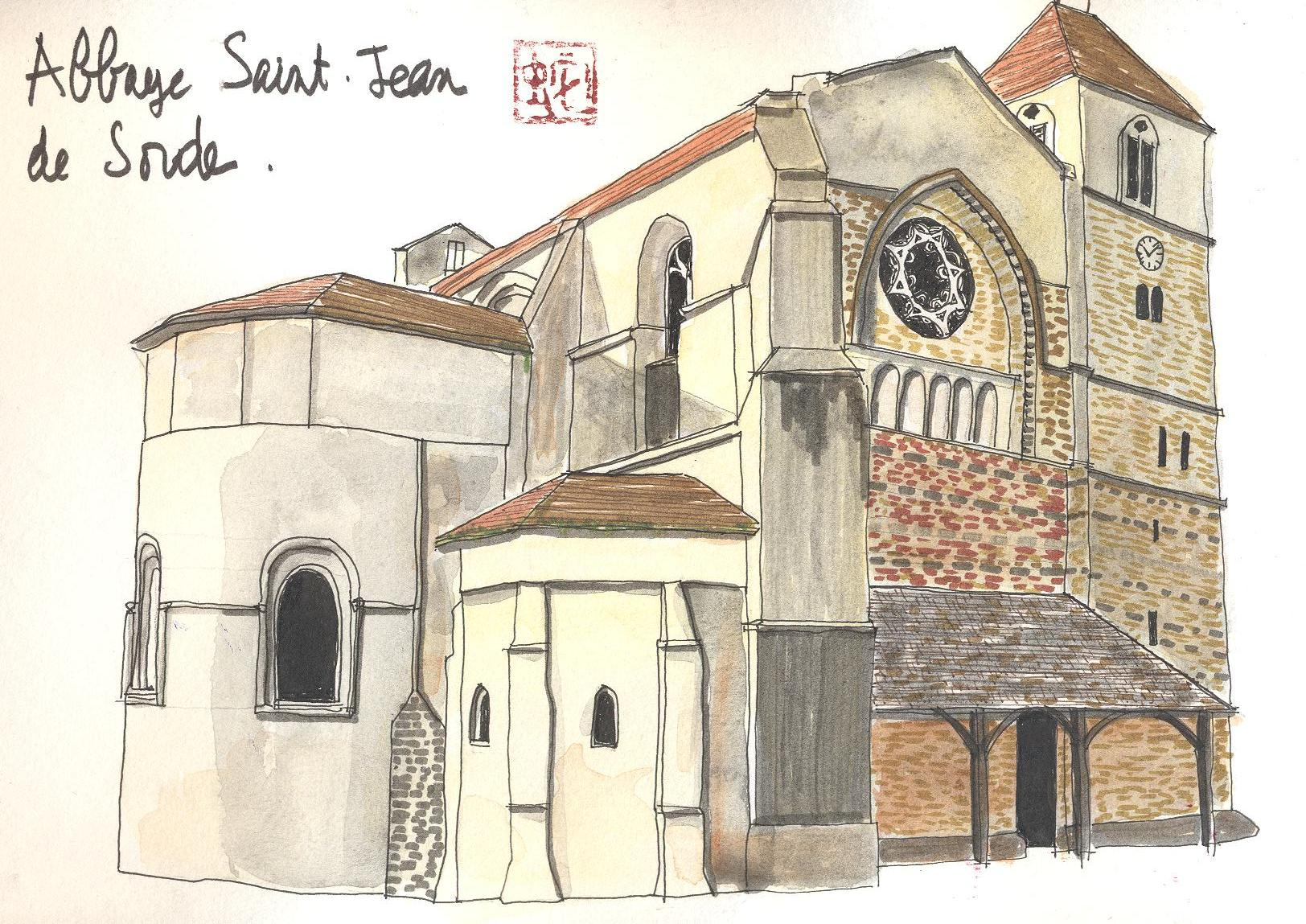
Aquarelle de l'abbaye Saint-Jean, sur la commune de Sorde-l'Abbaye.

Sorde abrite des pavements en mosaïque d'époque gallo-romaine. Ils sont au logis abbatial de l'abbaye Saint-Jean qui est derrière l'église. Des fragments avaient été découverts vers 1870. La plupart ont été trouvés à partir de 1957, notamment à la suite d'une campagne de fouilles organisée de 1958 à 1966 grâce à l'aide de Charles Barrieu. L'ensemble des mosaïques est classé.
Ces mosaïques en marbre étaient dans une villa gallo-romaine probablement construite au IIIe siècle. S'il ne reste que les traces des murs de la villa dans la cour du logis abbatial, on peut observer à l'intérieur un caldarium et un frigidarium. Des envahisseurs barbares ont creusé des tombes dans certaines des mosaïques.